# Ludwik Jeziorkowski
Ludwik Jeziorkowski herbu Rawicz – stolnik brzeskolitewski w latach 1685–1692, podstoli piński w latach 1670–1684.
W 1674 roku był elektorem Jana III Sobieskiego z województwa brzeskolitewskiego. Był elektorem Augusta II Mocnego z województwa lubelskiego w 1697 roku..